# Parole di cristallo
Parole di cristallo è un singolo del cantante italiano Valerio Scanu, terzo estratto dal suo quinto album in studio Lasciami entrare e pubblicato il 28 ottobre 2014 dalla NatyLoveYou.

## Il brano
Parole di cristallo, disponibile in download digitale sull'iTunes Store dal 28 ottobre 2014, è frutto della penna di Federico Paciotti e Davide Rossi (figlio del cantante Vasco) con la collaborazione dello stesso Valerio Scanu.
Il cantante ha dichiarato relativamente al brano:
(Valerio Scanu)

## Il video
Il videoclip ufficiale di Parole di cristallo è stato pubblicato il 27 ottobre 2014 (giorno precedente all'uscita del singolo sulle piattaforme digitali) in anteprima sul sito Repubblica.it e vede alla regia Dalila Maggiano, già realizzatrice dei due precedenti videoclip del cantante.
Il video, girato interamente in una sala posa, è stato così descritto dalla regista: 
(Dalila Maggiano)

## Tracce
Download digitale
1. Parole di cristallo – 3:58

## Successo commerciale
Ad una settimana dalla pubblicazione il singolo debutta alla 2ª posizione della Top Singoli, posizione massima raggiunta da questo singolo.
Nel corso della 46ª settimana del 2014 e a tre settimane dalla sua pubblicazione, il singolo raggiunge la certificazione di disco d'oro per le oltre 15 000 copie vendute in digitale.

## Classifiche
| Classifica (2014) | Posizione massima |
| ----------------- | ----------------- |
| Italia            | 2                 |